# Baauer
Baauer (* 30. April 1989 in Philadelphia, Pennsylvania; eigentlich Harry Bauer Rodrigues) ist ein US-amerikanischer Musiker im Bereich des Trap und der Bass Music.

## Werdegang
Rodrigues stammt aus Brooklyn. Er begann im Alter von 13 Jahren Musik zu produzieren, überwiegend Electro, Trap und Housemusik. Für seine Produktionen nutzte er unter anderem den Künstlernamen Captain Harry. Für Nero, The Prodigy, Flosstradamus und No Doubt produzierte er Remixe.
Im Mai 2012 veröffentlichte er die Single Harlem Shake, die im Februar 2013 auf der Videoplattform YouTube einen Internet-Hype auslöste und zahlreiche von Fans produzierte eigene Versionen des Songs generierte. Die Single erreichte daraufhin Platz 1 in den amerikanischen und Platz 2 in den britischen iTunes-Charts.

## Diskografie
Alben
- 2016: Aa
- 2020: Planet’s Mad

EPs
- 2012: Dum Dum
- 2014: ß

Singles
- 2011: Iced Up (feat. BHB)
- 2011: Samurai
- 2012: Harlem Shake
- 2012: Dum Dum
- 2013: Higher (mit Just Blaze feat. Jay-Z)
- 2013: Slip
- 2013: Swerve
- 2013: Iced Up (feat. BHB)
- 2013: Purebread (feat. Sleepyhead)
- 2013: Yaow
- 2013: Baddest
- 2013: Infinite Daps (mit RL Grime)
- 2014: One Touch (feat. AlunaGeorge & Rae Sremmurd)
- 2015: GoGo!
- 2016: Cantina Boy
- 2016: Day Ones (feat. Novelist & Leikeli47)
- 2016: Kung Fu (feat. Pusha T & Future)
- 2016: Temple (feat. M.I.A. & G-Dragon)
- 2016: How Can You Tell When It’s Done? (mit C.Z.)
- 2016: Paauer
- 2016: Night Out (feat. Chaki Zulu, Kepha, JB, kZm & Petz)
- 2018: 18 (mit Kris Wu, Rich Brian, Joji & Trippie Redd)
- 2018: MDR (mit Party Favor)
- 2018: 3AM (mit AJ Tracey & Jae Stephens, UK: Silber)
- 2018: Hate Me (mit Lil Miquela)
- 2018: Company (feat. Soleima)
- 2020: Magic
- 2020: Aether
- 2020: Reachupdontstop

## Auszeichnungen für Musikverkäufe
| Goldene Schallplatte - Belgien - 2013: für die Single Harlem Shake Platin-Schallplatte - Neuseeland - 2013: für die Single Harlem Shake | 2× Platin-Schallplatte - Australien - 2013: für die Single Harlem Shake |

Anmerkung: Auszeichnungen in Ländern aus den Charttabellen bzw. Chartboxen sind in ebendiesen zu finden.
| Land/RegionAuszeichnungen für Musikverkäufe (Land/Region, Auszeichnungen, Verkäufe, Quellen) | Silber     | Gold  | Platin     | Verkäufe  | Quellen          |
| -------------------------------------------------------------------------------------------- | ---------- | ----- | ---------- | --------- | ---------------- |
| Australien (ARIA)                                                                            | —          | —     | 2× Platin2 | 140.000   | aria.com.au      |
| Belgien (BRMA)                                                                               | —          | Gold1 | —          | 15.000    | ultratop.be      |
| Neuseeland (RMNZ)                                                                            | —          | —     | Platin1    | 15.000    | radioscope.co.nz |
| Vereinigte Staaten (RIAA)                                                                    | —          | —     | 2× Platin2 | 2.000.000 | riaa.com         |
| Vereinigtes Königreich (BPI)                                                                 | 2× Silber2 | —     | —          | 400.000   | bpi.co.uk        |
| Insgesamt                                                                                    | 2× Silber2 | Gold1 | 5× Platin5 |           |                  |